# Play (chanson de Jüri Pootsmann)
Pour les articles homonymes, voir Play.
Chansons représentant l'Estonie au Concours Eurovision de la chanson
Goodbye to Yesterday
(2015) Verona
(2017)
Play (en français « Joue ») est la chanson de Jüri Pootsmann qui représente l'Estonie au Concours Eurovision de la chanson 2016 à Stockholm.
Le 10 mai 2016, lors de la 1re demi-finale, elle termine à la 18e et dernière place avec 24 points  et par conséquent n'est pas qualifiée pour la finale.